# Арис Сан
А́рис Сан (ивр. אריס סאן‎, настоящее имя Аристидис Сайсанас, греч. Αριστείδης Σαϊσανάς; 19 января 1940, Каламата, Греция — 25 июля 1992, Будапешт) — греческий, израильский и американский поп-певец и автор песен, работавший в жанре этнической музыки. Особую популярность приобрёл в Израиле, где считается одним из родоначальников стиля «мизрахит».

## Биография
В юности Аристидес Сайсанас выступал в тавернах в своей родной Греции, где, согласно легенде, его отыскал израильский импресарио. Под только что придуманным псевдонимом Арис Сан он начал выступать в хайфских клубах в 1956 году. Быстро став популярным и влюбившись в израильтянку (новую репатриантку из Марокко Ализу Азикри), он переехал в Израиль и стал постоянным исполнителем на центральной площадке греческой музыки в этой стране — клубе «Арианна» в Яффе. Среди его поклонников в 60-е годы был Моше Даян, который лично позаботился о получении Арисом Саном всех необходимых разрешений на проживание и работу в Израиле, а затем, как утверждают, и израильского гражданства. Роман Ариса Сана и Ализы Азикри продолжался четыре года, и поводом к разрыву стала беременность Ализы.
Сан сыграл большую роль в популяризации в Израиле средиземноморского стиля исполнения поп-музыки и считается одним из музыкантов, проложивших путь стилю «мизрахит». Один из ключевых элементов его стиля, пронзительное стаккато на электрогитаре, имитирующее звучание бузуки, стало объектом подражания для таких исполнителей этого стиля, как Моше бен Муш и Иехуда Кейсар. Сам певец подчёркивал свою любовь к своей новой стране в своих произведениях: его песня «Ани циони» (ивр. אני ציוני‎ — «Я сионист») вошла в альбом Hits in Hebrew.
Важнейшим хитом Ариса Сана в Израиле стала песня «Пум-пам», исполнявшаяся по-гречески. Среди наиболее популярных песен Сана на иврите была «Сигаль», возглавлявшая израильский хит-парад, но к началу 1970-х годов уже многие его композиции вошли в золотую коллекцию израильской мейнстримной музыки: в сборнике 1971 года «Лехитим боарим» (ивр. להיטים בוערים‎ — «Горячие хиты») было сразу пять его песен. Простые и светлые песни Сана выделялись на фоне патриотической музыки, доминировавшей в Израиле после Шестидневной войны.
По мере роста популярности Ариса Сана он стал объектом сплетен — в том числе и о том, что он занимается шпионажем. В итоге он покинул Израиль и обосновался в Нью-Йорке, где открыл клуб Sirocco, главной звездой которого в первое время была Рики Галь. По другой версии, его отъезд был связан с обидой на то, что он не получил «Арфу Давида» — главную музыкальную награду Израиля. Клуб Сана посещала американская богема — Элизабет Тейлор, Энтони Куинн, Фрэнк Синатра, Гарри Белафонте, Телли Савалас и другие. У себя на родине, в Греции, в отличие от Израиля и США, Арис Сан не пользовался особой популярностью. В Греции вышел в начале 70-х годов только один его альбом, и то с английским названием Sounds of Love.
Со временем в Нью-Йорке Сан связался с мафиозным кланом Галло, глава которого (Джо Галло, которому Боб Дилан посвятил песню Joey) был частым посетителем его клуба. Его жизни угрожали. Он пристрастился к наркотикам, и в итоге его клуб был закрыт, а сам он вынужден был торговать мясом. В 1992 году он поехал в Венгрию, где дал несколько концертов, а затем умер в Будапеште при загадочных обстоятельствах. В 2007 году на Иерусалимском международном кинофестивале состоялась премьера документального фильма «Загадка Ариса Сана», снятого Далией Меворах и Дани Дотаном.